# Dorchester (Texas)
Dorchester è un comune (city) degli Stati Uniti d'America della contea di Grayson nello Stato del Texas. La popolazione era di 148 persone al censimento del 2010. Fa parte dell'area metropolitana di Sherman-Denison.

## Geografia fisica
Dorchester è situata a 33°31′54″N 96°41′56″W (33.531613, -96.698999).
Secondo lo United States Census Bureau, ha un'area totale di 1,0 miglia quadrate (2,6 km²).

## Società

### Evoluzione demografica
Secondo il censimento del 2000, c'erano 109 persone.

### Etnie e minoranze straniere
Secondo il censimento del 2000, la composizione etnica della città era formata dal 92,66% di bianchi e il 7,34% di altre razze. Ispanici o latinos di qualunque razza erano l'11,01% della popolazione.